# L'Aventure du pied du diable
L'Aventure du pied du diable, aussi traduite Le Pied-du-diable (The Adventure of the Devil's Foot en version originale), est l'une des cinquante-six nouvelles d'Arthur Conan Doyle mettant en scène le détective Sherlock Holmes. Elle est parue pour la première fois dans la revue britannique Strand Magazine en décembre 1910, avant d'être regroupée avec d'autres nouvelles dans le recueil Son dernier coup d’archet (His Last Bow).

## Résumé

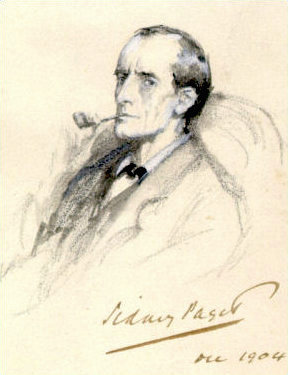
Portrait de Sherlock Holmes

### Mystère initial
En mars 1897, Sherlock Holmes, épuisé par ses précédentes affaires, part se reposer dans un cottage des Cornouailles sur le conseil de son médecin, le docteur Moore Agar. Watson l'accompagne. Au cours de leurs sorties, ils rencontrent le pasteur de la paroisse, M. Roundhay, ainsi que son locataire, Mortimer Tregennis. Le lecteur apprend aussi que les deux frères de Mortimer, Owen et George, ainsi que sa sœur Brenda, habitent non loin.
Le 16 mars, Roundhay et Mortimer Tregennis arrivent en catastrophe au cottage du détective. Mortimer explique qu'il a passé la soirée précédente avec ses frères et sa sœur et les a quittés alors qu'ils jouaient aux cartes. Mais le matin même, ils ont été retrouvés par leur cuisinière, Mme Porter, dans la même position que la veille au soir, avec une expression d’intense effroi sur le visage ; Brenda était morte, et ses deux frères étaient devenus fous. Rien ne semble expliquer cette situation aussi extraordinaire que tragique.

### Résolution
Holmes accepte sans hésitation de se pencher sur cette affaire. Mortimer lui précise qu'un évènement survenu la veille a peut-être son importance : lui et l'un de ses frères ont cru voir quelque chose bouger dans un buisson de l'autre côté de la fenêtre, mais n'y ont pas prêté attention sur le coup. Mortimer précise par ailleurs qu'il s'était à une époque fâché avec ses frères et sa sœur, mais qu'ils s'étaient réconciliés depuis quelque temps. Holmes se rend à la demeure des victimes, accompagné de Mortimer et Watson. Mais le détective ne trouve pas beaucoup de pistes à exploiter et repart avec Watson. Il explique à son ami que l'incident qui a causé la mort de Brenda et la folie des deux frères est forcément survenu très peu de temps après le départ de Mortimer. Les trois victimes devaient en effet aller se coucher après le départ de leur frère et il a noté que les cartes n'avaient pas été rangées. Par ailleurs, un relevé d'empreintes confirme le fait que Mortimer a quitté la demeure mais semble invalider la possibilité d'une intervention extérieure, puisque aucune autre empreinte n'a été retrouvée aux abords de la maison.
De retour à leur cottage, Holmes et Watson rencontrent le docteur Leon Sterndale. Celui-ci explique être un ami très proche des Tregennis. Il devait embarquer dans la journée pour l'Afrique, mais a appris l'incident et est revenu précipitamment, au point de laisser certains bagages dans le bateau. Sterndale demande à Holmes ce qu'il pense de l'affaire. Le détective refuse de lui confier ses hypothèses et Sterndale repart, mécontent. Holmes le suit discrètement et apprend qu'il était bien à Plymouth la veille au soir.
Le lendemain matin, Holmes et Watson apprennent par Roundhay qu'un nouveau drame est survenu : son locataire, Mortimer Tregennis, est mort pendant la nuit. En se rendant sur place, ils découvrent sur le visage de Mortimer la même expression d'effroi que celle qu'arboraient ses frères et sa sœur. L'atmosphère de la pièce est étouffante, car une lampe à combustion est restée allumée. Holmes inspecte la pièce en profondeur et en repart satisfait de ses découvertes.
De retour au cottage, Holmes met deux jours à se procurer une lampe à combustion et à faire quelques expériences en solitaire. Enfin, il révèle son hypothèse à Watson : les quatre Tregennis ont été victimes d'une atmosphère empoisonnée. Le détective montre alors à Watson un échantillon de poudre dont il ne connait pas les effets et qu'il a découvert sur le bord de la lampe à combustion chez Mortimer. Holmes propose à Watson de faire brûler cette poudre dans leur cottage et de rester à une distance raisonnable pour avoir un aperçu de ses effets. L'expérience démarre : immédiatement, ils suffoquent et ont des visions terrifiantes. Watson parvient avec peine à sortir du cottage en entrainant Holmes avec lui. Holmes explique ensuite à Watson que Mortimer a dû jeter de cette poudre dans le feu de cheminée de la maison de ses frères et sœur juste avant de quitter les lieux. En revanche, la mort de Mortimer reste inexpliquée.
Holmes invite alors le docteur Sterndale au cottage et l'accuse d'être le meurtrier de Mortimer. Il lui demande de justifier son acte ou sinon, il le dénoncera à la police. Le docteur explique alors qu'il a découvert en Afrique une plante dont la racine, appelée « pied du diable », provoque des visions effroyables pouvant conduire à la folie, voire à la mort, quand elle est brûlée. Il en avait rapporté en Angleterre et en avait parlé à Mortimer en toute innocence. Or ce dernier, qui gardait en réalité une grande rancœur envers sa famille, est parvenu à s'emparer d'un échantillon de cette racine pour les tuer. En apprenant les conditions dans lesquelles les trois Tregennis avaient été retrouvés, Sterndale comprit immédiatement que Mortimer était le coupable. Pour venger Brenda, dont il s'était épris, Sterndale décida de lui faire subir le même sort.
À la suite de cet aveu, Holmes et Watson reconnaissent que la punition infligée à Mortimer n'était que justice et décident de laisser le docteur repartir sans le dénoncer à Scotland Yard.

## Adaptations
La nouvelle a été adaptée en 1921 dans le court métrage intitulé The Devil's Foot, avec Eille Norwood dans le rôle de Sherlock Holmes (noir et blanc, muet, 20 minutes). La nouvelle a ensuite été adaptée à la télévision britannique en 1965 avec Douglas Wilmer dans le rôle du détective, puis en 1988 en tant qu'épisode de la série télévisée Le Retour de Sherlock Holmes avec Jeremy Brett dans le rôle du détective.

## Livre audio en français
- Arthur Conan Doyle, L'Aventure du pied du diable [« The Adventure of the Devil's Foot »], Paris, La Compagnie du Savoir, coll. « Les enquêtes de Sherlock Holmes », 2011 (EAN 3760002133898, BNF 42478494)Narrateur : Cyril Deguillen ; support : 1 disque compact audio ; durée : 1 h 6 min environ ; référence éditeur : La Compagnie du Savoir CDS100. Le nom du traducteur n'est pas indiqué.